# كلارك دبليو. تومسون (سياسي)
كلارك دبليو. تومسون (بالإنجليزية: Clark W. Thompson)‏ هو سياسي أمريكي، ولد في 1825 في كندا، وتوفي في 1885 في ويلز في الولايات المتحدة. انتخب عضو مجلس ولاية مينيسوتا.